# A-League Men
La A-League Men, conosciuta anche come Isuzu UTE A-League Men per motivi di sponsorizzazione, è il massimo livello professionistico del campionato australiano di calcio.
La denominazione è in uso dal 2004 quando la A-League ha sostituito la vecchia National Soccer League, fondata nel 1977. Vi partecipano, dalla stagione 2024-2025, 13 squadre, di cui due provenienti dalla Nuova Zelanda.
Il club più titolato è il Sydney FC con cinque titoli vinti.

## Formula
Dalla stagione 2024-2025 che vede partecipare 13 squadre, i club si affrontano a turno per tre volte per un totale di 39 partite. Per ogni partita sono assegnati tre punti alla squadra vincitrice dell'incontro e zero a quella sconfitta. In caso di pareggio è assegnato un punto a entrambe.
Nel caso in cui due o più squadre finiscano la stagione a parità di punti, sono applicati i seguenti criteri:
- maggiore differenza reti;
- maggior numero di gol segnati;
- maggior numero di punti conquistati negli scontri diretti;
- maggiore differenza reti negli scontri diretti;
- maggior numero di gol segnati negli scontri diretti;
- minor numero di cartellini rossi;
- minor numero di cartellini gialli;
- lancio della moneta.

Le prime sei squadre nella regular season vengono ammesse alle finals series. Le squadre dal terzo al sesto posto accedono ai play-off: le vincenti sfidano in semifinale la prima e la seconda classificata. Infine si gioca la finalissima che decreta la squadra campione d'Australia.
In base al Ranking AFC stilato annualmente dall'IFFHS, le posizioni in classifica alla fine del campionato determinano la qualificazione alla AFC Champions League per l'anno successivo. Il campionato di A-League si trova al momento al decimo posto del Ranking AFC. La prima squadra accede direttamente ai gironi di Champions League, mentre la seconda classificata si qualifica al turno di play-off della medesima competizione.
Il numero di squadre partecipanti è stato cambiato più volte nel corso della storia della A-League:
- 2005-2009: 8 squadre
- 2009-2010: 10 squadre
- 2010-2011: 11 squadre
- 2011-2019: 10 squadre
- 2019-2020: 11 squadre
- 2020-2024: 12 squadre
- 2024- : 13 squadre

## Storia
Il 26 agosto 2005 si giocò la prima partita della stagione inaugurale della Hyundai A-League.
Nel mese di ottobre 2003, Frank Lowy, presidente della Football Federation Australia (o Australian Soccer Association come era chiamata allora), annunciò che si sarebbe formata una nuova competizione nazionale.
La National Soccer League (NSL) fu la prima competizione di calcio australiana quando cominciò nel 1977, ma era evidente che aveva bisogno di una notevole ristrutturazione.
Il signor Lowy, uno dei pionieri della competizione chiamata NSL, con l'ex chairman di Sydney, Andrew Kemeny, considerò una serie di questioni, tra cui la struttura, il suo nome, i criteri per i club partecipanti, stagione di competizione (estate/inverno) ed una fascia oraria per la realizzazione.
Nel dicembre 2003, ebbe inizio il processo di messa a punto per la struttura della nuova competizione nazionale.
Dopo quattro mesi di progettazione, la struttura per la nuova competizione nazionale finalmente fu rivelata da Lowy e dall'allora amministratore delegato della FFA, John O'Neill.
Otto squadre avrebbero fatto parte di questa nuova competizione nazionale, con una squadra dalle città di Sydney, Melbourne, Brisbane, Adelaide, Perth, Newcastle, più una squadra in Nuova Zelanda.
La data di inizio della competizione fu fissata ad agosto 2005.
Il 1º novembre 2004, otto franchigie si aggiudicarono un posto per quella che sarebbe stata nota come Hyundai A-League: Adelaide United, Central Coast Mariners, Melbourne Victory, Newcastle Jets, New Zealand Knights (nel frattempo sostituito dal Wellington Phoenix), Perth Glory, Queensland Roar e Sydney FC. Di queste otto, tre avevano già disputato l'ultima edizione della NSL: Adelaide United, Newcastle Jets e Perth Glory (vincitrice delle ultime due edizioni), mentre il Queensland Roar, con il nome di Queensland Lions, aveva preso parte alle edizioni della NSL dal 1977 al 1988, quando era poi passata al campionato locale dello stato.
Con Fox Sports come emittente ufficiale, la Hyundai A-League già aveva realizzato quello che il suo predecessore non era riuscito a fare nei suoi anni.
Il primo giocatore della Hyundai A-League fu l'ex attaccante dei Wollongong Wolves Stuart Young che firmò con il Perth Glory.
Alcuni critici ritennero che la Hyundai A-League avrebbe avuto difficoltà ad attirare giocatori e allenatori dall'estero a causa dei severi criteri sui club, questo chiaramente non si materializzò e la credibilità della competizione fu assicurata.
Una serie di grandi nomi integrarono la nuova competizione, in cima alla lista l'ex attaccante del Manchester United Dwight Yorke. Sul fronte allenatori, l'ex stella tedesca Pierre Littbarski al Sydney FC e l'ex nazionale inglese Steve McMahon al Perth Glory.
Tra i giocatori australiani di ritorno dall'estero, la lega incluse: Ned Zelić, Kevin Muscat, Archie Thompson, David Zdrilić, Steve Corica, Alex Brosque e Richard Johnson.
La stagione inaugurale fu un successo notevole, la Grand Final fu vinta dal Sydney FC 1-0 sui Central Coast Mariners.
Il pubblico superò le aspettative, con oltre un milione di spettatori durante la stagione ad una media di 11 627 a partita.
Tale fu il successo della stagione inaugurale che Fox Sports si affrettò a negoziare un nuovo contratto di sette anni offrendo la stabilità finanziaria per la competizione ed in particolare per i club.
Accoppiato col successo dei Socceroos alla Coppa del Mondo 2006, dove giunsero agli ottavi di finale, prima di inchinarsi ai campioni dell'Italia, il profilo dello sport non è stato mai più alto.
Il successo di quella prima stagione continuò, con le medie di spettatori in continuo aumento, canali TV e la copertura mediatica raggiunsero livelli senza precedenti.
La competizione compì un altro passo avanti nella stagione 2009-10 con l'espansione a 10 squadre per includere Gold Coast Utd e N. Queensland Fury, che si assicurò l'ex attaccante del Liverpool Robbie Fowler per la sua stagione inaugurale.
La Hyundai A-League ebbe il suo primo vero derby nella stagione 2010-11, con l'ingresso del Melbourne Heart. Il North Queensland Fury fu costretto a chiudere alla fine della stagione. Ma la competizione rimase forte come mai, con il Brisbane Roar che segnò un record con un parziale di 32 partite di imbattibilità.
Il 20 maggio 2015 la federazione australiana annuncia di aver revocato ai Newcastle Jets la licenza per disputare il campionato, per insolvenze economiche da parte della società, e che verrà individuata una nuova squadra che ne prenderà il posto a partire dalla stagione 2015-2016. Il 21 maggio 2015 la federazione australiana ha annunciato che una nuova squadra rappresentante la città di Newcastle e avente lo stesso nome, lo stesso logo e gli stessi colori avrebbe partecipato alla A-League 2015-2016.
Nel febbraio 2018, è stato annunciato che sarebbero state aggiunte 2 nuove squadre a partire dalla stagione 2019-2020. Nell'aprile del 2019, la lega ha annunciato che le due squadre aggiunte sarebbero state il Western United FC, che avrebbe partecipato dalla stagione 2019-2020, ed il Macarthur FC a partire invece dalla stagione 2020-2021.
Il 29 settembre 2021, viene annunciato il cambio di denominazione del campionato da A-League a A-League Men.

## Squadre della A-League Men

### Attuali
| Club               | Città        | Stato/Regione         | Stadio                                          | Capacità      | Prima stagione |
| ------------------ | ------------ | --------------------- | ----------------------------------------------- | ------------- | -------------- |
| Adelaide Utd       | Adelaide     | Australia Meridionale | Hindmarsh Stadium                               | 16.500        | 2005-2006      |
| Auckland FC        | Auckland     | Auckland              | Mount Smart Stadium                             | 25.000        | 2024-2025      |
| Brisbane Roar      | Brisbane     | Queensland            | Moreton Daily Stadium                           | 11.500        | 2005-2006      |
| C.C. Mariners      | Gosford      | Nuovo Galles del Sud  | Central Coast Stadium                           | 20.059        | 2005-2006      |
| Macarthur FC       | Campbelltown | Nuovo Galles del Sud  | Campbelltown Stadium                            | 20.000        | 2020-2021      |
| Melbourne City     | Melbourne    | Victoria              | Melbourne Rectangular Stadium                   | 30.050        | 2010-2011      |
| Melbourne Victory  | Melbourne    | Victoria              | Melbourne Rectangular Stadium Docklands Stadium | 30.050 56.347 | 2005-2006      |
| Newcastle Jets     | Newcastle    | Nuovo Galles del Sud  | Newcastle International Sports Centre           | 33.000        | 2005-2006      |
| Perth Glory        | Perth        | Australia Occidentale | Perth Oval                                      | 20.500        | 2005-2006      |
| Sydney FC          | Sydney       | Nuovo Galles del Sud  | Jubilee Oval Leichhardt Oval                    | 20.505 20.000 | 2005-2006      |
| Wellington Phoenix | Wellington   | Wellington            | Wellington Regional Stadium                     | 34.500        | 2007-2008      |
| Western Sydney     | Sydney       | Nuovo Galles del Sud  | Western Sydney Stadium                          | 30.000        | 2012-2013      |

### Future
| Club     | Città    | Stato/Regione             | Stadio | Capacità | Prima stagione |
| -------- | -------- | ------------------------- | ------ | -------- | -------------- |
| Canberra | Canberra | Territorio della Capitale |        |          | TBC            |

### Non più presenti
| Club               | Città      | Stato/Regione | Stadio                 | Capacità | Prima stagione | Ultima stagione | Motivo           |
| ------------------ | ---------- | ------------- | ---------------------- | -------- | -------------- | --------------- | ---------------- |
| Gold Coast Utd     | Gold Coast | Queensland    | Robina Stadium         | 27.400   | 2009-2010      | 2011-2012       | Licenza revocata |
| NZL Knights        | Auckland   | Auckland      | North Harbour Stadium  | 25.000   | 2005-2006      | 2006-2007       | Licenza revocata |
| N. Queensland Fury | Townsville | Queensland    | Willows Sports Complex | 26.500   | 2009-2010      | 2010-2011       | Licenza revocata |
| Western Utd        | Melbourne  | Victoria      | Kardinia Park          | 36.000   | 2019-2020      | 2024-2025       | Licenza revocata |

## Partecipazioni per club
Aggiornato al campionato 2024-25
- 20 volte:  Adelaide Utd,  Brisbane Roar,  C.C. Mariners,  Melbourne Victory,  Newcastle Jets,  Perth Glory,  Sydney FC
- 18 volte:  Wellington Phoenix
- 15 volte:  Melbourne City
- 13 volte:  Western Sydney
- 6 volte:  Western Utd
- 5 volte:  Macarthur
- 3 volte:  Gold Coast Utd
- 2 volte:  NZL Knights,  N. Queensland Fury
- 1 volta:  Auckland FC

## Albo d'oro
| Stagione           | Campione          | Risultato     | Finalista         | Sede della finale                                 | Premier's Plate   |
| ------------------ | ----------------- | ------------- | ----------------- | ------------------------------------------------- | ----------------- |
| 2005-2006 Dettagli | Sydney FC         | 1-0           | C.C. Mariners     | Sydney Football Stadium (Sydney)                  | Adelaide Utd      |
| 2006-2007 Dettagli | Melbourne Victory | 6-0           | Adelaide Utd      | Docklands Stadium (Melbourne)                     | Melbourne Victory |
| 2007-2008 Dettagli | Newcastle Jets    | 1-0           | C.C. Mariners     | Sydney Football Stadium (Sydney)                  | C.C. Mariners     |
| 2008-2009 Dettagli | Melbourne Victory | 1-0           | Adelaide Utd      | Docklands Stadium (Melbourne)                     | Melbourne Victory |
| 2009-2010 Dettagli | Sydney FC         | 1-1 (4-2 dtr) | Melbourne Victory | Docklands Stadium (Melbourne)                     | Sydney FC         |
| 2010-2011 Dettagli | Brisbane Roar     | 1-1 (4-2 dtr) | C.C. Mariners     | Lang Park (Brisbane)                              | Brisbane Roar     |
| 2011-2012 Dettagli | Brisbane Roar     | 2-1           | Perth Glory       | Lang Park (Brisbane)                              | C.C. Mariners     |
| 2012-2013 Dettagli | C.C. Mariners     | 2-0           | Western Sydney    | Sydney Football Stadium (Sydney)                  | Western Sydney    |
| 2013-2014 Dettagli | Brisbane Roar     | 2-1 (dts)     | Western Sydney    | Lang Park (Brisbane)                              | Brisbane Roar     |
| 2014-2015 Dettagli | Melbourne Victory | 3-0           | Sydney FC         | Melbourne Rectangular Stadium (Melbourne)         | Melbourne Victory |
| 2015-2016 Dettagli | Adelaide Utd      | 3-1           | Western Sydney    | Adelaide Oval (Adelaide)                          | Adelaide Utd      |
| 2016-2017 Dettagli | Sydney FC         | 1-1 (4-2 dtr) | Melbourne Victory | Sydney Football Stadium (Sydney)                  | Sydney FC         |
| 2017-2018 Dettagli | Melbourne Victory | 1-0           | Newcastle Jets    | Newcastle International Sports Centre (Newcastle) | Sydney FC         |
| 2018-2019 Dettagli | Sydney FC         | 0-0 (4-1 dtr) | Perth Glory       | Perth Stadium (Perth)                             | Perth Glory       |
| 2019-2020 Dettagli | Sydney FC         | 1-0 (dts)     | Melbourne City    | Western Sydney Stadium (Sydney)                   | Sydney FC         |
| 2020-2021 Dettagli | Melbourne City    | 3-1           | Sydney FC         | Melbourne Rectangular Stadium (Melbourne)         | Melbourne City    |
| 2021-2022 Dettagli | Western Utd       | 2-0           | Melbourne City    | Melbourne Rectangular Stadium (Melbourne)         | Melbourne City    |
| 2022-2023 Dettagli | C.C. Mariners     | 6-1           | Melbourne City    | Western Sydney Stadium (Sydney)                   | Melbourne City    |
| 2023-2024 Dettagli | C.C. Mariners     | 3-1           | Melbourne Victory | Central Coast Stadium (Gosford)                   | C.C. Mariners     |
| 2024-2025 Dettagli | Melbourne City    | 1-0           | Melbourne Victory | Melbourne Rectangular Stadium (Melbourne)         | Auckland FC       |

## Titoli per squadra
| Squadra           | Titoli | Finalista | Anni                                                  |
| Sydney FC         | 5      | 2         | 2005-2006, 2009-2010, 2016-2017, 2018-2019, 2019-2020 |
| Melbourne Victory | 4      | 4         | 2006-2007, 2008-2009, 2014-2015, 2017-2018            |
| C.C. Mariners     | 3      | 3         | 2012-2013, 2022-2023, 2023-2024                       |
| Brisbane Roar     | 3      | -         | 2010-2011, 2011-2012, 2013-2014                       |
| Melbourne City    | 2      | 3         | 2020-2021, 2024-2025                                  |
| Adelaide Utd      | 1      | 2         | 2015-2016                                             |
| Newcastle Jets    | 1      | 1         | 2007-2008                                             |
| Western Utd       | 1      | -         | 2021-2022                                             |
| Western Sydney    | -      | 3         |                                                       |
| Perth Glory       | -      | 2         |                                                       |

### Premier's Plate
Alla squadra col maggior numero di punti conquistati durante la stagione regolare viene assegnato il trofeo di campione della regular season, noto col nome di Premier's Plate.
| Squadra           | Titoli | Anno                                       |
| ----------------- | ------ | ------------------------------------------ |
| Sydney FC         | 4      | 2009-2010, 2016-2017, 2017-2018, 2019-2020 |
| C.C. Mariners     | 3      | 2007-2008, 2011-2012, 2023-2024            |
| Melbourne City    | 3      | 2020-2021, 2021-2022, 2022-2023            |
| Melbourne Victory | 3      | 2006-2007, 2008-2009, 2014-2015            |
| Adelaide Utd      | 2      | 2005-2006, 2015-2016                       |
| Brisbane Roar     | 2      | 2010-2011, 2013-2014                       |
| Auckland FC       | 1      | 2024-2025                                  |
| Perth Glory       | 1      | 2018-2019                                  |
| Western Sydney    | 1      | 2012-2013                                  |

## Diritti TV
A partire dalla stagione inaugurale le partite di A-League Men vengono trasmesse sulla pay-tv, sui canali di Fox Sports, che esclusivamente ne detiene i diritti. Le partite e gli highlights pertanto non possono essere mandati in onda sui canali gratuiti, fatto che ha creato grande scontento nel Paese in quanto non permette agli australiani sprovvisti di pay-tv di vedere il calcio in televisione. Nelle stagioni 2012-2013 e 2013-2014 le partite della franchigia del Sydney FC sono state trasmesse anche in Italia sulla piattaforma a pagamento Mediaset Premium. Attualmente alcune delle partite della A-League Men vengono trasmesse su DAZN.